# 格罗托莱
格罗托莱（義大利語：Grottole），是意大利马泰拉省的一个市镇。总面积115平方公里，人口2440人，人口密度21.2人/平方公里（2009年）。ISTAT代码为077012。